# Karl Bräuning
Karl Bräuning (* 5. Januar 1886 in Ilversgehofen; † 14. September 1962 in Darmstadt) war ein deutscher Dreher, Gewerkschafter, Parteiaktivist (Spartakusbund/USPD/KPD/KPO), Spanienkämpfer und Emigrant (Frankreich, USA).

## Leben
Bräuning entstammte einer Bergarbeiterfamilie. Nach dem Besuch der Volksschule erlernte er den Beruf des Metalldrehers und ging danach auf Wanderschaft. Seit 1903 im Deutschen Metallarbeiterverband (DMV) organisiert, trat er im Jahr 1906 der Sozialdemokratischen Partei Deutschlands (SPD) bei. Er fand Arbeit bei der Carl Zeiss AG in Jena und wurde Mitglied im dortigen Betriebsrat. Während des Ersten Weltkrieges schloss er sich dem Spartakusbund an, 1917 der Unabhängigen Sozialdemokratischen Partei Deutschlands (USPD) und 1920 der Kommunistischen Partei Deutschlands (KPD). Im Herbst 1923 wurde er verhaftet, aber im Januar 1924 wieder entlassen. Im Jahr 1925 wurde er wegen Beihilfe zum Hochverrat zu einem Jahr Gefängnis verurteilt. Von 1924 bis 1928 war Bräuning Organisationsleiter der KPD in Thüringen. 1929 wurde er aus der KPD ausgeschlossen, weil er zu den „Partei-Rechten“ gehörte. Er trat der Kommunistischen Partei Deutschlands (Opposition) (KPO) bei und wurde deren Sekretär in Thüringen.
Nach Beginn der NS-Herrschaft 1933 führte er die illegale antifaschistische Arbeit der KPO fort. Er übernahm ab Juni 1934 die die „Politische Leitung“ innerhalb der illegalen KPO-Reichsleitung. Dann emigrierte er zunächst in die ČSR und später nach Frankreich. Im Jahr 1936 schloss sich Bräuning den Internationalen Brigaden in Spanien an. Er arbeitete in einer Flugzeugfabrik der Republikaner. Seine Familie in Deutschland wurde deswegen durch die NS-Behörden verfolgt. Wegen seiner Verbindung zur moskaufeindlichen POUM wurde er vom sowjetischen Geheimdienst inhaftiert. Im spanischen Schwarzbuch des Kommunismus Band II wird darüber berichtet. Nach dem Scheitern der Spanischen Republik gelang ihm die Flucht nach Frankreich. Hier trennte er sich von der KPO und trat wieder der Exil-SPD bei. Im Jahr 1941 emigrierte er in die USA, aus der er 1955 in die Bundesrepublik Deutschland zurückkehrte, wo er sich jeder politischen Betätigung enthielt.